# Squamocnus luteus
Squamocnus luteus is een zeekomkommer uit de familie Cucumariidae.
De wetenschappelijke naam van de soort werd in 2000 gepubliceerd door Mark O'Loughlin & N. Alcock.